# Tonnerre (tổng)
Tổng Tonnerre là một tổng của tỉnh của Yonne, Pháp.

## Phân chia hành chính
Tổng Tonnerre có các xã:
- Béru;
- Cheney;
- Collan;
- Dannemoine;
- Épineuil;
- Fleys;
- Junay;
- Molosmes;
- Serrigny;
- Tissey;
- Tonnerre (Yonne);
- Vézannes;
- Vézinnes;
- Viviers;
- Yrouerre.